# Rytigynia rubiginosa
Rytigynia rubiginosa är en måreväxtart som först beskrevs av Karl Moritz Schumann, och fick sitt nu gällande namn av Robyns. Rytigynia rubiginosa ingår i släktet Rytigynia och familjen måreväxter.

## Underarter
Arten delas in i följande underarter:
- R. r. cymigera
- R. r. rubiginosa